# Haft kešvar
Haft kešvar „sedm oblastí“, je v zarathuštrismu označení sedmi světadílů na povrchu světa které jsou od sebe odděleny lesy, horami a vodou, a mezi nimiž lze cestovat jen s pomocí bohů či démonů. Vznikly hned na počátku stvoření, když Tištrja seslal na zem déšť a vzniklo tak sedm moří a potažmo sedm světadílů. Centrální světadíl se nazývá  Chvaníras  a je veliký jako všechny ostatní dohromady, převyšuje je bohatstvím, původně byl jako jediný osídlen lidmi, a nachází se něm také země Airjánem vaédžah, polomytická pravlast Íránců. Ostatních šest světadílů je pojmenováno podle světových stran na kterých leží, například východní je avestánsky nazýván Arezahí a středopersky Arzah „východ“. Všech sedm kontinentů je pak obkrouženo mytickou horou Hará. Koncept sedmi světadílů má nejspíše indoíránský původ, v Indii byl analogicky znám centrální kontinent Džambudvípa, oddělený oceánem od dalších šesti.
Na sedm částí světa je naráženo již v gáthách (32.3), výslovně jsou pak uvedeny Mihr jaštu a v Bundahišnu a díle Dátestán i déník, kde jsou zmiňovány v souvislosti s eschatologií: každý ze světadílů má svého duchovního vůdce a šest pomocníků Astvat-ereta, konečného spasitele, pochází z kontinentů obklopujících Chvaníras. Se sedmi světadíly také nejspíše souvisí sedm párů dvojčat, které se podle Bundahišnu, narodili Mašjovi a Mašjánag, prvnímu lidskému páru. Přestože centrální světadíl měl být jako jediný obydlen byly mytičtí hrdinští králové označováni za vládce všech kontinentů a výraz „král sedmi oblastí“ mohl být použit synonymně k výrazu „král Íránu“. Koncept sedmi světadílů, respektive rozdělení říše do sedmi oblastí, se objevuje také v achaimenovských textech. V době Parthské a Sasánovské říše však převládlo dělení na čtyři oblasti převzaté z Řecka.
V avestánštině jsou názvy světadílů následující:
- Arezahí (východ)
- Savahí (západ)
- Fradahafšú (jihovýchod)
- Vídadhafšú (jihozápad)
- Vourubareští (severozápad)
- Vourudžreští (severovýchod)
- Chvarinatha